# NGC 804
NGC 804 é uma galáxia lenticular (S0) localizada na direcção da constelação de Triangulum. Possui uma declinação de +30° 49' 57" e uma ascensão recta de 2 horas, 4 minutos e 02,2 segundos.
A galáxia NGC 804 foi descoberta em 7 de Setembro de 1885 por Lewis A. Swift.